# Campionato europeo di pallanuoto 2006 (femminile)
Il campionato europeo di pallanuoto 2006, organizzato dalla LEN, è stato la XIª edizione femminile e si è disputato a Belgrado fra il 1º e il 10 settembre 2006, .
Gli incontri si sono disputati nelle piscine Tašmajdan della capitale serba. Alcune partite del torneo sono state giocate anche nel complesso sportivo Banjica.

Dopo tre bronzi consecutivi, la Russia ha conquistato il suo primo titolo europeo.

## Squadre partecipanti
| Gruppo A    | Gruppo B |
| ----------- | -------- |
| Paesi Bassi | Germania |
| Serbia      | Grecia   |
| Spagna      | Italia   |
| Ungheria    | Russia   |

## Fase preliminare

### Gruppo A
| Squadra     | G | V | N | P | GF | GC | DR  | PTS |
| ----------- | - | - | - | - | -- | -- | --- | --- |
| Ungheria    | 3 | 2 | 1 | 0 | 41 | 18 | 23  | 7   |
| Spagna      | 3 | 2 | 1 | 0 | 37 | 23 | 14  | 7   |
| Paesi Bassi | 3 | 1 | 0 | 2 | 33 | 29 | 4   | 3   |
| Serbia      | 3 | 0 | 0 | 3 | 14 | 55 | -41 | 0   |

- Risultati

| Data     | Ora   | Partita     | Partita | Partita     | Risultato |
| -------- | ----- | ----------- | ------- | ----------- | --------- |
| 02.09.06 | 12:00 | Serbia      | -       | Spagna      | 4-17      |
| 02.09.06 | 15:00 | Paesi Bassi | -       | Ungheria    | 6-11      |
| 03.09.06 | 12:00 | Serbia      | -       | Paesi Bassi | 6-16      |
| 03.09.06 | 16:30 | Spagna      | -       | Ungheria    | 8-8       |
| 04.09.06 | 10:30 | Spagna      | -       | Paesi Bassi | 12-11     |
| 04.09.06 | 12:00 | Serbia      | -       | Ungheria    | 4-22      |

### Gruppo B
| Squadra  | G | V | N | P | GF | GC | DR  | PTS |
| -------- | - | - | - | - | -- | -- | --- | --- |
| Italia   | 3 | 3 | 0 | 0 | 39 | 27 | 12  | 9   |
| Russia   | 3 | 2 | 0 | 1 | 45 | 31 | 14  | 6   |
| Grecia   | 3 | 1 | 0 | 2 | 26 | 32 | -6  | 3   |
| Germania | 3 | 0 | 0 | 3 | 28 | 48 | -20 | 0   |

- Risultati

| Data     | Ora   | Partita  | Partita | Partita  | Risultato |
| -------- | ----- | -------- | ------- | -------- | --------- |
| 02.09.06 | 10:30 | Russia   | -       | Grecia   | 15-6      |
| 02.09.06 | 14:30 | Italia   | -       | Germania | 17-8      |
| 03.09.06 | 10:30 | Grecia   | -       | Germania | 13-9      |
| 03.09.06 | 15:00 | Russia   | -       | Italia   | 12-14     |
| 04.09.06 | 15:00 | Germania | -       | Russia   | 11-18     |
| 04.09.06 | 16:30 | Italia   | -       | Grecia   | 8-7       |

## Fase finale

### Quarti di finale
| Data     | Ora   | Partita     | Partita | Partita | Risultato |
| -------- | ----- | ----------- | ------- | ------- | --------- |
| 06.09.06 | 16:30 | Spagna      | -       | Grecia  | 10-9      |
| 06.09.06 | 18:00 | Paesi Bassi | -       | Russia  | 11-17     |

### Semifinali
| Data     | Ora   | Partita | Partita | Partita  | Risultato |
| -------- | ----- | ------- | ------- | -------- | --------- |
| 07.09.06 | 16:30 | Russia  | -       | Ungheria | 12-11     |
| 07.09.06 | 18:00 | Spagna  | -       | Italia   | 10-15     |

### Finali
- 7º posto

| Data     | Ora   | Partita | Partita | Partita  | Risultato |
| -------- | ----- | ------- | ------- | -------- | --------- |
| 06.09.06 | 15:00 | Serbia  | -       | Germania | 6-15      |

- 5º posto

| Data     | Ora   | Partita | Partita | Partita     | Risultato  |
| -------- | ----- | ------- | ------- | ----------- | ---------- |
| 07.09.06 | 15:00 | Grecia  | -       | Paesi Bassi | 11-12 d2TS |

- Finale per il Bronzo

| Data     | Ora   | Partita | Partita | Partita  | Risultato |
| -------- | ----- | ------- | ------- | -------- | --------- |
| 09.09.06 | 18:00 | Spagna  | -       | Ungheria | 11-12     |

- Finale per l'Oro

| Data     | Ora   | Partita | Partita | Partita | Risultato |
| -------- | ----- | ------- | ------- | ------- | --------- |
| 09.09.06 | 19:30 | Russia  | -       | Italia  | 12-10     |

Nota
1. ↑  Tutti gli orari sono espressi in ora locale (UTC +2, CEST)

## Classifica finale
| Pos. | Squadra     |
| ---- | ----------- |
|      | Russia      |
|      | Italia      |
|      | Ungheria    |
| 4    | Spagna      |
| 5    | Paesi Bassi |
| 6    | Grecia      |
| 7    | Germania    |
| 8    | Serbia      |

## Premi
- Miglior giocatrice:  Tania Di Mario
- Miglior portiere:  Elena Gigli
- Miglior goleador:  Pantjulina (18 gol)